# Palatul pentru Femei din Iași
Palatul pentru Femei din Iași este un monument istoric situat în municipiul Iași, județul Iași. Este situată în Str. Radu Vodă nr. 1. 
Palatul „pentru femei”, în fapt „palatul domnițelor”, aflat astăzi în ruină, a fost construit în sec. al XVIII-lea la intrarea în Mănăstirea Frumoasa din Iași.
Figurează pe noua listă a monumentelor istorice sub codul LMI: IS-II-m-A-04006.03.